# Głowa (Łódź)
Pour les articles homonymes, voir Głowa.
Głowa est une localité polonaise de la gmina et du powiat de Zgierz en voïvodie de Łódź. Ce village fait partie du sołectwo de Biała.